# Sphacophilus cellularis
Sphacophilus cellularisa – gatunek błonkówki  z rodziny obnażaczowatych i podrodziny Sterictiphorinae.

## Zasięg występowania
Wsch. część Ameryki Północnej od Quebecu i Florydy na wsch. po Minnesotę, Dakotę Południową i Luizjanę na zach.

## Budowa ciała
Samce postaci dorosłych osiągają 4,6 mm długości, zaś samice 5,8 mm.
Samce ubarwione na czarno, zaś samice są w znacznej części pomarańczowe.

## Biologia i ekologia
Roślinami żywicielskimi są gatunki z rodzajów powój i wilec z rodziny powojowatych.